# Venilina
Venilina es un género de foraminífero bentónico considerado un sinónimo posterior de Vulvulina de la subfamilia Vulvulininae, de la familia Spiroplectamminidae, de la superfamilia Spiroplectamminoidea, del suborden Spiroplectamminina y del orden Lituolida. Su especie tipo era Venilina nummulina. Su rango cronoestratigráfico abarcaba desde el Luteciense (Eoceno medio) hasta el Priaboniense (Eoceno superior).

## Discusión
Clasificaciones previas incluían Venilina en el suborden Textulariina del Orden Textulariida, o en el orden Lituolida sin diferenciar el suborden Spiroplectamminina.

## Clasificación
Venilina incluía a las siguientes especies:
- Venilina haeringensis †, aceptado como Vulvulina haeringensis
- Venilina nikobarensis †
- Venilina nummulina †